# Hedwig Rolandt
Hedwig Rolandt (Graz, 2 de setembre, 1858 - [...?]) fou una cantatriu alemanya.
El seu verdader nom era Hedwig Wachutta. Va ser alumna de Louise Weinlich-Tipka (Guns (Hongria), 1830 - Graz (Àustria), 1907) a Graz; començà la seva carrera amb un gran èxit el 1857 a Wiesbaden. Després cantà a la Gewandhaus de Leipzig i en altres institucions filharmòniques. La seva veu de soprano era de timbre cristal·lí molt extensa (fins al fa·5) i d'agilitat extraordinària. El 1883 es casà amb l'home de negocis Carl Schaaf.
El 1882 va actuar al Circ d'Hivern de Paris cantant una obra de Mozart.